# Philodamia hilaris
Philodamia hilaris là một loài nhện trong họ Thomisidae.
Loài này thuộc chi Philodamia. Philodamia hilaris được Tord Tamerlan Teodor Thorell miêu tả năm 1894.